# Coin (Iowa)
Coin es una ciudad situada en el condado de Page, en el estado de Iowa, Estados Unidos. Según el censo de 2010 tenía una población de 193 habitantes.

## Geografía
Según la Oficina del Censo de los Estados Unidos, la localidad tiene un área total de 2,07 km², la totalidad de los cuales 2,07 km² corresponden a tierra firme.

## Demografía
Según el censo de 2010, había 193 personas residiendo en la localidad. La densidad de población era de 93,24 hab./km². Había 99 viviendas con una densidad media de 47,83 viviendas/km². El 94,3% de los habitantes eran blancos y el 5,7% pertenecía a dos o más razas. El 7,25% de la población eran hispanos o latinos de cualquier raza.